# Droits de la nature

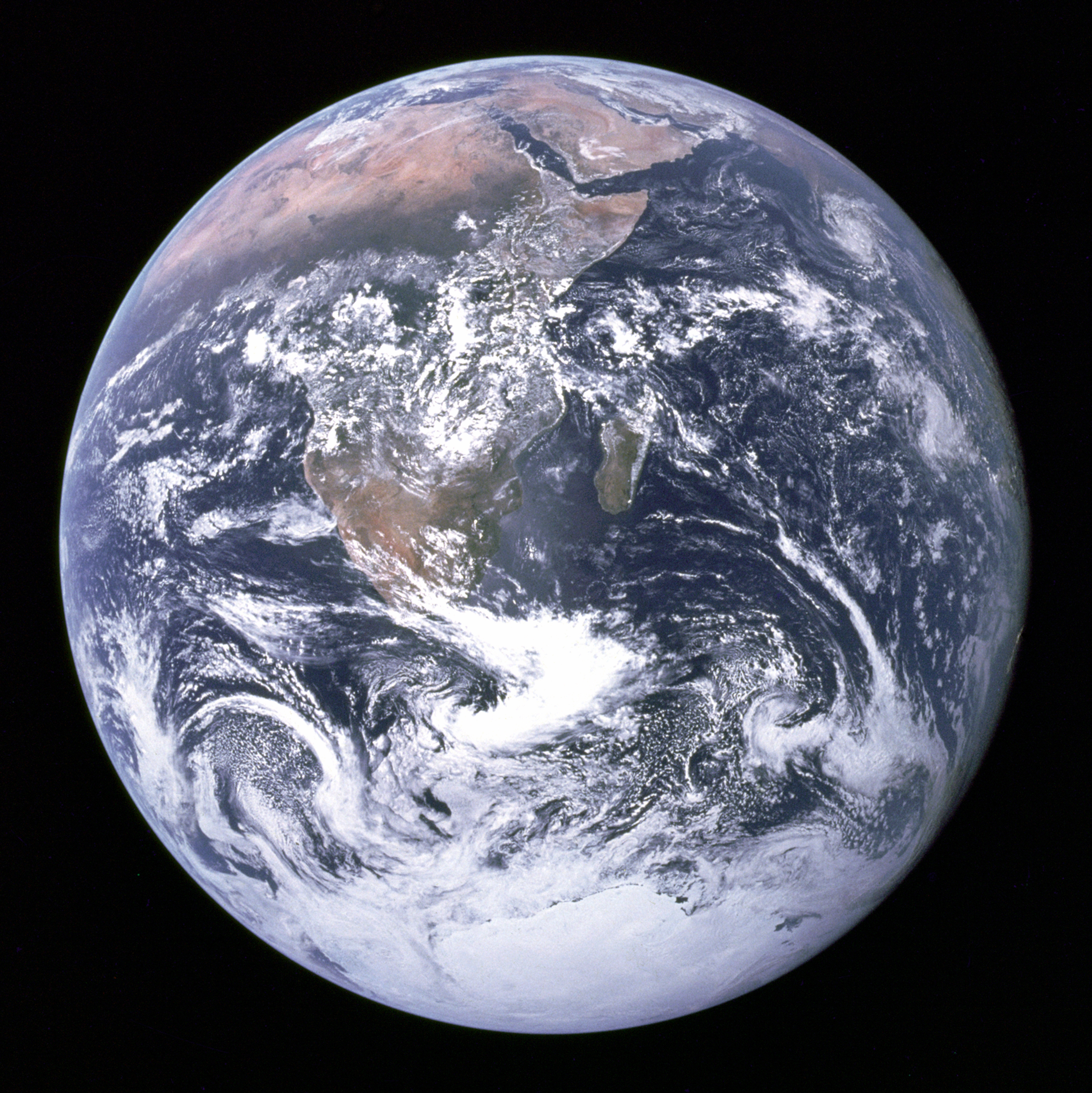
« La Bille Bleue » : vue de la Terre par l'équipage d'Apollo 17 lors de leur voyage vers la Lune.

Les droits de la nature regroupent un ensemble d'initiatives et de réflexions visant à accorder des droits donc la personnalité juridique à certains écosystèmes ou à la nature en général. Liés au courant de l'écologie profonde et de l'éthique environnementale, ils se fondent sur la critique du système juridique occidental, qui oppose les humains, titulaires de la personnalité juridique face à la nature. 

## Dans le droit international et national
Selon le juriste David Victor, « c’est surtout l’article Trees de Christopher Stone paru en 1972 qui marque le point de départ de la reconnaissance contemporaine de la nature comme sujet de droit ».

### La Terre Mère à l'ONU
La demande déposée par la Bolivie de mettre la question des Droits de la Terre Mère (Rights of Mother Earth) à l'ordre du jour des Nations unies a été adoptée le 22 décembre 2009. Elle a été confortée par la Conférence mondiale des peuples contre le changement climatique. Celle-ci axée sur le changement climatique autant que sur les Droits de la Terre-Mère a réuni entre 20 000 et 35 000 participants représentant cent quarante sept nationalités, sept gouvernements ainsi que la représentante de l’ONU. La Déclaration universelle des droits de la Terre-Mère qui en est issue spécifie que « la Terre-Mère est source de vie, de subsistance[, qu’elle] nous prodigue tout ce dont nous avons besoin pour bien vivre. [La déclaration recommande] d’éviter que les activités humaines n’entraînent l’extinction d’espèces, la destruction d’écosystèmes ou la perturbation des cycles écologiques ». Elle a vocation à être adoptée par l’Assemblée générale des Nations unies.

### Les droits de la nature dans le monde
En mai 2024, il existait plus de 500 initiatives en faveur des droits de la nature dans au moins 40 pays du monde entier,, revendiquant l'octroi de droits ou d'une personnalité juridique à un écosystème particulier ou à la nature. Certaines d'entre elles ont aboutit à l'adoption de législations ou de révision constitutionnelles. 

#### Équateur et Bolivie
En Amérique du Sud, les droits de la nature sont reconnus par deux Constitutions, celles de l’Équateur (2008) et de la Bolivie (2009),. Le juriste Victor David indique en 2012 que « les textes fondamentaux de ces deux pays andins vont bien plus loin que la plupart des documents juridiques adoptés de par le monde durant ces quarante dernières années en matière de protection de l'environnement : ils consacrent en effet des droits de la nature de la manière la plus explicite et la plus emphatique, sans périphrases, allusions ou considérants consensuels sur la nécessité pour l’homme de protéger un environnement qui, à défaut d’être sain, pourrait lui être fatal. La nature devient sujet de droit, titulaire d’un certain nombre de droits fondamentaux, le tout sur fond de constitutionnalisation du « bon vivre » ».
La Constitution équatorienne se targue d’être la première Constitution au monde à accorder un certain nombre de droits inaliénables à la nature elle-même. Selon l'universitaire Françoise Morin, avec l'article 72 de cette constitution, c'est « la première fois au monde » que « la Nature devient sujet de droit ». L’article 395 de la Constitution équatorienne précise l’objectif de respect de la diversité culturelle et de satisfaction des besoins des générations actuelles et futures. Selon Victor David, « le chapitre 7 de la Constitution équatorienne est l’expression juridique la plus haute des aspirations de longue date jusque-là refoulées des peuples andins indigènes et ceux qu’ils ont inspiré ». En 2019, 25 procès ont été menés en Équateur sur cette base et 21 ont été gagnés par les défenseurs des droits de la nature : un projet d’exploitation d’élevage intensif de crevettes a par exemple pu être bloqué pour préserver une mangrove dans la réserve Cayapas-Mataje (province d’Esmeraldas).
La constitution bolivienne a été complétée par la « loi sur les droits de la Terre Mère » de décembre 2010. Selon Françoise Morin, il s'agit de la première loi du genre au monde. Pour Victor David, « la loi sur les droits de la Terre Mère reste cependant en deçà des dispositions adoptées en Équateur. En effet, la loi bolivienne est bien sûr plus vulnérable que les dispositions constitutionnelles boliviennes. Elle l’est d’autant plus que son adoption n’a pas bénéficié du consensus qui a prévalu en Équateur lors de l’adoption de la Constitution ».

#### Inde
En Inde, le Gange et la Yamuna (l’un de ses affluents) en Inde, avant que la décision de la Haute Cour de l’Uttarakhand ne soit annulée par la Cour suprême indienne,.La juriste Valérie Cabanes relève que la Haute Cour de l’Uttarakhand avait reconnu le Gange « comme une personne possédant des droits humains, mais aussi des devoirs », et  « ensuite nommé un panel de personnalités pour agir en tant que « parents » du Gange », conduisant le secrétaire en chef de l’Uttarakhand à saisir la Cour suprême indienne « au motif qu’il craignait d’être désigné comme responsable en cas de noyade dans le Gange, se voyant garant des droits mais aussi de supposés devoirs du fleuve de ne porter préjudice à quiconque ». 

#### Nouvelle-Zélande
En Nouvelle-Zélande, le fleuve Whanganui s'est vu accorder une personnalité morale par le Parlement en 2017. Cette législation reconnaît au fleuve sa qualité d'« être vivant unique », et le dote ainsi d'une personnalité juridique lui permettant d'être représenté dans les procédures judiciaires par deux avocats ; l'un membre du gouvernement et l'autre issu de l'iwi (clan) Whanganui. 

#### Espagne
En Espagne, la Mar Menor, située dans la communauté autonome de Murcie a été dotée d'une entité juridique propre le 21 septembre 2021. Cette législation « permettra à n’importe qui d’intenter une action en justice en son nom ». 

#### États-Unis
En 2019, un référendum local organisé dans l’agglomération de Toledo (Ohio, États-Unis) a conduit à l'adoption d'une Déclaration des droits du lac Erié, particulièrement vulnérable à la prolifération d’algues bleu vert, qui s'est ainsi vu accorder le droit légal « d’exister et de prospérer naturellement », permettant ainsi aux habitants d'engager des poursuites contre les pollueurs, au nom du lac. Valérie Cabanes indique en 2019 qu'« une trentaine de villes aux Etats-Unis ont déjà voté des lois en faveur des droits de la nature depuis 2006 ».

## Nature et civilisations

### Nature et culture
Dans la civilisation occidentale, nature s'oppose à culture. En effet, le Petit Robert définit la culture comme « l’ensemble des aspects intellectuels propres à une civilisation ». Dans son sens philosophique culture désigne « ce qui est différent de la nature ». Descola précise « Est culturel ce qui est produit par l’action humaine, est naturel ce qui se produit indépendamment de l’action humaine ». L’opposition entre nature et culture qui se retrouve dans la civilisation occidentale ne se retrouve pas forcément dans les autres civilisations.
Fabrice Flipo souligne que la civilisation occidentale est étroitement imbriquée dans la nature, mais une nature minérale: celle des sous-sols. Les vastes cités et le béton témoignent géographiquement de cette séparation. La civilisation des sous-sols se construit sur la base d'une ontologie cartésienne, avec d'un côté les sujets qui pensent (res cogitans, les humains) et de l'autre la matière étendue (res extensa). La matière souterraine extraite des sols est manipulée par les sciences de l'ingénieur au sens large. La "crise écologique" émerge quand les prélèvements directs ou les effets inintentionnels (changements climatiques) sur les écosystèmes provoquent des inquiétudes, des mouvements et des conflits. Une conception spécifique de la nature émerge alors, ancrée dans cette situation particulière. Les peuples qui vivent dans les forêts ont évidemment un concept de nature très différent.
Dans le même livre Flipo souligne trois sens du concept de nature : 1/ la nature comme désignant l'essence de quelque chose, comme ce qui les définit (il est dans la nature des oiseaux de voler etc. - l'essence peut être ascrite de manière aliénante, par exemple dans le cas du racisme, par exemple quand James Watson affirme que les noirs sont moins intelligents que les blancs, sur la base de quelques tests) 2/ la nature comme ce qui se produit indépendamment de l'action humaine (la biosphère, le vivant, mais aussi le cosmos, le big bang, la tectonique des plaques, la fusion nucléaire dans le Soleil etc. - la nature recouvre dans ce cas toutes les formes d'action non humaines, et non pas exclusivement celles du vivant) 3/ une action en tant qu'elle est habituelle (par exemple l'entraînement rend certaines pratiques naturelles).
Flipo affirme que le concept occidental de nature dépend très largement des enjeux politiques liés à ces civilisations, qui sont pluriels : c'est une nature saisie par l'écologie, une science qui s'intéresse aux populations, à la génétique ; une nature-wilderness, vierge, livrée à la contemplation paysagère, aux réserves de biodiversité ou aux activités sportives ; une nature sous-sol, liée aux activités extractives qui engendrent des déplacements colossaux de matière, pour n'en citer que quelques-uns.

### Diversité des civilisations
La représentation du monde de chaque civilisation est « le fruit d’héritages lointains, de croyances, de peurs, d’inquiétudes anciennes dont les germes sont perdus dans le passé et transmis à travers des générations et des générations d’hommes ». Chaque civilisation a son approche de la nature. Les anthropologues étudient des milliers de cultures très différentes les unes des autres. Ils constatent qu’il y a d’autres façons de penser le monde que la nôtre. Ils étudient la question des rapports entre l’homme et l’environnement. Cette question est cruciale au regard du changement climatique et des dégâts causés par l’homme à la nature.

#### Cultures premières
Les cultures premières témoignent d’une grande clairvoyance de leur rapport à la nature. L’indigène, faisant partie du monde où il vit doit se préoccuper d’en renouveler les ressources. Dans les faits la relation des sociétés primitives avec la nature ne relève pas d’une croyance ou d’une religion. Il n’y a pas chez elles de division entre la réalité vécue quotidienne et une quelconque croyance ou vision du monde. Il y a un tout qui est une pratique sociale spécifique qui donne sens à la réalité mythico-rituelle. En Afrique il n’y a aucun équivalent du terme occidental de religion, ou même de rituel,

##### En Afrique
En Afrique prédominait l’animisme. L’animisme consiste à attribuer une âme aussi bien à tous les êtres vivants qu’aux éléments naturels comme les pierres ou le vent. Des lieux sont interdits ou sacrés. Il en reste des traces de nos jours comme le bois sacré de Bé en plein centre de Lomé ou les valeurs des Bochimans en Afrique australe.

##### En Équateur
En Équateur les Achuar estiment que les hommes et la plupart des plantes, des animaux et des météores sont des personnes dotées d'une âme et d'une vie autonome. Pour eux ce sont des personnes comme nous. Ils ne font pas la différence entre nature et culture.

##### En Amérique du Nord
Il en est de même chez les Amérindiens du Grand Nord canadien. C’est par un acte de générosité que les animaux donnent leur corps aux hommes pour qu’ils se nourrissent.
Pour les Amérindiens des États-Unis, la Terre est leur mère. Tout ce qui est dans la nature, êtres vivants ou non, participe au lien sacré de la vie. Chacun à sa manière remplit sa mission. L’homme n’a pas tissé la toile de la terre : il en est simplement un fil. Chaque élément naturel, chaque animal est digne de respect.

##### En Australie
Les Aborigènes d’Australie protègent les sites totémiques. C’est dans ces sites que se reproduisent les « petits esprits » à l’origine de la reproduction du totem, c’est-à-dire tant de l’animal que de son correspondant humain. Leur destruction entraînerait l’extinction de l’espèce humaine et non humaine. Tuer un animal pour se nourrir n’est pas dommageable car les petits esprits le régénéreront. Les Aborigènes d’Australie ne font pas la distinction entre ce qui serait naturel et ce qui serait culturel. Dans leur monde tout est à la fois naturel et culturel.

##### Au Viêt Nam
Les Reungao des hauts plateaux du Viêt Nam, grâce à leurs rêves peuvent nouer des relations avec des animaux, au même titre qu’avec des humains.

#### La civilisation asiatique
La conceptualisation de la nature a pris, sein des différentes cultures asiatiques et au cours de leurs histoires respectives, des formes multiples ; lesquelles en sont bien souvent venues à se superposer au sein d'une même culture. Les Asiatiques ne considèrent pas la nature comme extérieure aux humains. Les liens sont multiples entre les humains et le reste du monde. Le concept d’interconnexion de tout l’univers est sacré pour toutes les traditions spirituelles indiennes, Hindouisme, Bouddhisme, Jaïnisme et Sikhisme. L’Ahimsâ généralement traduit par non-violence signifie, dans son sens exact, non-nuisance à l’égard de tous les êtres vivants ou respect de la vie sous toutes ses formes. Cette notion philosophique est commune à l’hindouisme, au bouddhisme et au jaïnisme. En Chine et au Japon l’idée d’une nature opposée à la culture est inconnue. La pensée relationnelle que fonde le paradigme écologique se retrouve dans le bouddhisme et le taoïsme. L’homme n’est pas un modèle transcendant issu de la création divine. Seuls certains sophistes chinois approchent d’un modèle rationaliste comparable à celui de la culture occidentale.

##### Bouddhisme
Pour les bouddhistes l’homme n’occupe pas une place prépondérante dans la nature. Ils ne font pas de discrimination entre l’être humain et les autres espèces animales, entre les vivants et les non-vivants. Les êtres vivants et les choses constituent un tout intimement lié, interdépendant. Un bouddhiste doit s’efforcer de ne pas nuire aux êtres vivants, ni retirer la vie.

##### Hindouisme
Les Hindous sont conscients de l’effet néfaste des activités humaines sur l’écosystème. Les êtres humains, animaux et végétaux sont liés et l’environnement est la source de toute existence. La nature est sacrée. La Terre Mère est vénérée. La Mère Nature ne doit pas être exploitée. Les Bishnoïs ont une forte conscience écologique. Ils se caractérisent par leur végétarisme, leur respect strict de toute forme de vie, leur protection des animaux ainsi que des arbres, et leur adoption d'une tenue vestimentaire particulière.

##### Jaïnisme
Le jaïnisme considère que les animaux, les végétaux et certains éléments tels que l’air, le feu, la terre et l’eau ont une âme et que l’homme ne doit leur faire aucun mal. Ce qui implique le végétarisme, le refus de consommer des racines car l’on détruit de facto une vie végétale, éviter de blesser un être vivant en marchant par manque de lumière, etc.. Le rapport des Jaïns avec la nature est marqué par un profond respect. Ils ne coupent pas les fleurs mais ramassent celles tombées par terre, ne cueillent pas de fruits mais attendent qu’ils tombent. Ils sont pour la compassion (ne capturent pas d’animaux sauvages, soignent ceux qui sont malades) et les pratiques médicales naturelles.

##### Confucianisme
Confucius enseigne une morale et ne présente pas une métaphysique ou une cosmologie. Il recherche l’harmonie dans les relations humaines. La nature n’occupe pas de place dans sa pensée. C’est au Xe siècle que le néo-confucianisme créa sa cosmologie. Elle apparaît comme une ébauche d’une théorie scientifique de l’Univers, voire une explication rationaliste du monde. L’interaction des forces de la nature est responsable de tous les phénomènes et mutations. Chaque organisme remplit avec précision sa fonction, quelle qu’elle soit, au sein d’un organisme plus vaste dont il n’est qu’une partie.

##### Feng shui
Le Feng shui est l’art d’implanter les constructions dans le paysage. Il se sert de la boussole géomantique. Tout bâtiment a pour fonction primordiale d’assurer l’harmonie qui doit régner entre l’homme et l’univers. Le Feng shui relie l’environnement à l’habitat, la nature à la culture, le site au bâtiment, le groupe à l’individu. Toute dichotomie entre nature et culture est déniée. D’origine chinoise, interdit sous Mao Zendong, il est pratiqué par les peuples asiatiques. S’en inspirent de nos jours encore des architectes en Chine, Corée, Japon ainsi qu’à Taïwan, Hong-Kong et Singapour. Keith Critchow dans un article sur la géomancie japonaise estime que le Feng Shui relève, en architecture, à la fois de la science et de l’art au même titre que l’acupuncture en médecine.

#### La civilisation occidentale
En cosmologie occidentale le monde se compose des humains, de la nature et d’objets artificiels. L’homme est nettement différencié de la nature.

##### La doctrine judéo-chrétienne
L’Occident puise ses sources dans la culture judéo-chrétienne. Fait à l’image de Dieu, l’homme est coupé de la nature, il n’appartient pas au règne de la nature. Dans la Genèse (I, 26 et I, 27) Dieu dit « Faisons l’homme à notre image… et qu’il domine sur les poissons de la mer, sur les oiseaux du ciel… sur toute la terre ». Francis Bacon qui a posé le premier les fondements de la science moderne comparait en 1627 la nature à une « femme publique…(qu’il convient de) mater, pénétrer ses secrets et l’enchaîner selon nos désirs ». Cette séparation entre l’homme et la nature correspond également à la vision hégélienne de l’histoire comme spiritualisation du monde, l’esprit se réalisant dans son émancipation par rapport à la nature. Mais on peut également lire dans la Genèse que Dieu a confié la Terre aux hommes, comme un bien commun, pour qu’ils en aient l’usage et qu’ils en prennent soin. Lors d’une interview Gustave Massiah souligne que la crise économique et financière amorcée en 2008 touche au fondement de la modernité capitaliste mais qu’elle remet aussi en cause le fondement de la société occidentale dans ses rapports entre l’espèce humaine et la Nature.

##### Le rationalisme et la nature
C’est parce que la nature est devenue quelque chose d’extérieur aux humains en Europe à la fin de la Renaissance, que les développements scientifiques ont été possibles. La « science moderne » naquit en Europe aux XVIe - XVIIIe siècle à la suite de l’autonomisation du champ scientifique. En raison du dualisme cartésien, l’environnement, les plantes, les roches, etc. sont considérés comme extérieurs à nous et se transforment en terrain d’investigation et de recherche. La Terre est devenue un objet disponible à l’expérience humaine. Mais pour Geneviève Azam la désacralisation de la nature en Occident est davantage un acte de foi dans la technique qu’une réelle autonomie conquise.

### Le point de vue écocentrique
Pour les tenants de l’écologie profonde la nature a une valeur intrinsèque. Elle est valorisée pour elle-même. Ceci découle d’une vision du monde et de la conscience que notre espèce s’origine dans le même processus d’évolution qui a donné naissance à toutes les autres espèces. Accorder une valeur intrinsèque à la nature induit une éthique environnementale. Cette éthique doit être distincte car la plupart des systèmes d’éthique contemporains sont essentiellement individualistes. Bryan G. Norton estime qu’une éthique environnementale ne nécessite pas forcément la reconnaissance d’une valeur intrinsèque des objets naturels non humains. Pour John Baird Callicott au contraire cette reconnaissance est indispensable pour inverser la charge de la preuve en cas de litige.

### Le point de vue anthropocentrique
Il devient difficile de distinguer ce qui est naturel de ce qui est artificiel. Dans un pays comme la France, de très ancienne civilisation rurale, la nature a été « anthropisée » c’est-à-dire transformée par l’homme. L’homme n’est pas nécessairement destructeur et ses interventions peuvent être favorables voire indispensables à la protection de la nature. L’environnement est un bien collectif à protéger dans le cadre de la législation existante.

## Une protection ciblée

### La vie
Ce qui lie l’homme à la nature, c’est la vie. L’échec de la maîtrise de l’homme sur la nature a entraîné la recherche d’une morale fondée notamment sur la protection de la vie mais aussi sur le système qui rend possible la vie sur Terre. Reste à déterminer le cadre de cette protection et les conditions sous lesquelles il est légitime de se reconnaître des devoirs envers des éléments non humains de la nature.

### Les critères
Selon les tenants de l’anthropocentrisme le critère de protection ne peut être que l’utilité pour l’homme. L’écologie profonde, inversement, attribue une valeur intrinsèque à la nature en vertu de l’interdépendance de tous les êtres vivants au sein d’un ordre organique unifié. Entre ces extrêmes se situent de nombreux points de vue. Christopher D.Stone estime qu’il est difficile d’attribuer une valeur intrinsèque en dehors de l’intelligence et de la vie. Peter Singer se fonde sur la capacité de souffrance, de plaisir ou de joie à l’exclusion de tout autre critère. Il se réfère à la sensibilité animale alors que Paul Taylor tient compte de l’individualité organique comme centre téléologique de vie. Selon Warnock l’interdiction d’infliger de la souffrance relève d’une simple éthique morale. J.B Callicott estime que l’absence de conscience ne saurait être un argument pour nier une valeur intrinsèque d’être vivant. Les plantes n’ont pas de « désirs » mais être dénué de sensibilité n’implique pas ne pas avoir de besoins pour se maintenir en vie, par exemple les besoins en eau et en soleil pour les arbres. En tant qu’êtres vivants elles ont des besoins et donc des intérêts susceptibles d’être représentés en justice.
La mise en œuvre de ces critères se heurte aux avancées de l’éthologie et des sciences. L’éthologie enseigne que les différences entre les animaux et les hommes sont de degrés et non de nature. Au fil des recherches « le propre de l’homme » séparant les humains des grands singes disparaît. Ces derniers possèdent par exemple le sens de la justice, des savoir-faire techniques, des rituels sociaux, etc.. Dans le règne animal les frontières sont floues. Les mammifères disposent d’un cortex cérébral détectant la douleur. Les poissons se révèlent avoir le même appareil neurologique que les mammifères pour détecter la douleur. Les escargots, les insectes, les araignées et les vers présentent des réactions qui peuvent être imputées à la douleur. Les céphalopodes (pieuvres, calmars, seiches) sont considérés aujourd’hui comme des êtres sensibles et figurent dans les principaux textes européens de protection de l’animal.

### Les écosystèmes
L’éthique environnementale ne prend pas en considération l’individu mais l’espèce. La plupart des espèces qui sont menacées le sont par la disparition de milieux qui leur étaient favorables, l’utilisation massive d’herbicides ou de pesticides, le morcellement de leurs habitats à la suite de l’urbanisation et à l'extension des réseaux d’infrastructures. Le rapport du Club de Rome préconise la préservation des écosystèmes afin de maintenir la diversité naturelle. Le réchauffement de la Terre d’origine anthropique entraîne une hausse des pertes économiques mesurables. Les économistes s'en préoccupent de plus en plus depuis 1985.

## Nature et Droit
Philippe Descola estime que la question du rapport des humains à la nature sera très probablement la plus cruciale du présent siècle. Le droit participe à cette évolution aux côtés de la politique, des sciences et des philosophies. La proposition d’accorder la personnalité juridique à la nature ou à ses éléments représenterait une rupture avec les anciennes manières de voir. La prise en compte de la nature dans les décisions juridiques est déjà une réalité [Quoi ?].

### Les évolutions du droit

#### Les avancées juridiques
Le droit a pour fonction de réparer un dommage par une compensation financière. Dans chaque cas il faut un sujet de droit capable d’ester en justice et de faire valoir qu’il a subi personnellement un dommage indemnisable. Dans un arrêt du 12 juillet 1969 dit « commune de St Quentin » le Conseil d’État énonçait que la perte de richesse biologique par la pollution ne pouvait ouvrir droit à réparation. L’instauration d’un droit de l'environnement a fait évoluer les critères. Des espèces et des zones protégées ont été désignées. L’article L.110-1 du Code de l’environnement intègre l’environnement avec sa diversité et ses équilibres écologiques dans le patrimoine commun de la nation. Les associations et les collectivités territoriales obtiennent un droit de plus en plus large d’ester en justice. Enfin le « préjudice écologique pur » est imposé par la directive européenne sur la « responsabilité environnementale ».

#### Les limites
Les limites apparaissent dans la reconnaissance du caractère intrinsèque de la nature, la notion de biodiversité, la mise en évidence d’externalités négatives, la reconnaissance de la souffrance animale en tant que telle.
Le droit reconnaît qu’une indemnisation peut être attribuée même en l’absence de propriétaire. Dans les faits le préjudice écologique apparaît plus comme une forme de dommages punitifs que comme une atteinte aux éléments constitutifs de l’environnement. Les éléments de la nature ne sont pas envisagés pour eux-mêmes mais comme attributs du bien-être humain. Respecter la nature au nom des intérêts bien compris de l’homme risque de manquer d’efficacité. La balance des intérêts joue le plus souvent en faveur des activités économiques.
La biodiversité reste une notion vague. Les espèces et les zones protégées ne concernent qu’une infime partie de la diversité biologique. Il est difficile de prouver que les espèces en voie de disparition jouent un rôle essentiel dans la machinerie écologique. Les expressions patrimoine des peuples ou patrimoine de la nation utilisées dans la convention de Berne ou dans le Code de l’environnement sont peu efficaces car de nature symbolique. Ni les nations ni les peuples ne sont des personnes juridiques.
Le cumul d’externalités négatives, voire dispersées, peuvent être un facteur important dans le changement climatique alors que chaque externalité est difficile à mettre en cause sur le plan du droit.
La souffrance animale n’est pas forcément reconnue en tant que telle. La souffrance dans les corridas ou dans les abattoirs pour raison religieuse est tolérée. La Cour de cassation a cassé le 23 janvier 1989 un arrêt d’une cour d’appel qui condamnait des actes de cruauté. Elle n’avait pas constaté l’existence d’une intention de provoquer la souffrance ou la mort.

### Un droit contesté

#### La vision anthropocentrique
La doctrine juridique classique ne reconnait pas la possibilité et l’utilité d’accorder des droits à des non humains. Pour certains, accorder aux espèces et à la nature des droits égaux à ceux de l’homme est une négation de la déclaration. Un humain ne saurait être condamné pour « crime contre l’écosphère ». Utilisant un raisonnement humain fondé sur des valeurs humaines, un tribunal humain ne peut pas rendre une justice réellement écocentrée. La prise en considération de la nature ne nécessite nullement une déconstruction des droits de l’homme ni une extension inconsidérée de la qualité de sujet juridique. La notion de patrimoine peut être utilisée. C’est un concept d’origine juridique reconnu en droit international. Il permet de prendre en considération les générations futures. Les ressources naturelles peuvent être incorporées dans le champ public.

#### La vision écocentrique
La destruction anthropique silencieuse et inexorable de l’environnement menace la vie sur Terre telle que nous la connaissons. Seuls un sursaut éthique et une reconnaissance des droits de la nature sont à même de répondre à un écocide. De nouvelles règles d’hospitalité sur la planète doivent être définies. Un contrat social incluant les devoirs vis-à-vis de la Terre doit être instauré.

### Être sujet de droit

#### Un problème technique
Sujet de droit est un concept technique imputant des droits et des obligations. L’enseignement juridique distingue les personnes physiques ou humaines et les personnes morales. Leur régime juridique est distinct même si toutes deux disposent de la même caractéristique, à savoir être des personnes, et non des choses, selon la division classique du droit romain. Les premières relèvent essentiellement des droits civil et pénal, les secondes du droit commercial et du droit public. Mais depuis la reconnaissance de la responsabilité pénale aux personnes morales, cette distinction s'estompe et les deux catégories de personnes ont tendance à voir leurs attributs se rapprocher. Elles sont les deux sujets et objet de droit. Toutefois, selon certains juristes, la qualité de sujet de droit peut être élargie à d’autres entités. Cette vision technique ne dit rien du sujet, hormis sa capacité à ester en justice. Selon ces mêmes juristes, les non humains peuvent avoir la qualité de sujet de droit sans pour autant disposer des mêmes droits que l’homme. Cette conception de la personnalité juridique n'est cependant pas majoritaire parmi la doctrine juridique. La difficulté tient à la question de représentation et de défense des intérêts. La reconnaissance de la personnalité juridique aux personnes morales nécessite que celles-ci soient dotées des moyens d’une expression collective (ce qui impose une organisation spécifique à la personne morale, qui doit comprendre des organes délibératifs et des organes
exécutifs), et d'agir pour la défense d’intérêts licites, distincts des intérêts individuels des membres du groupe. Toute la question ici est donc de déterminer qui pourrait représenter la Nature comme sujet de droit ? 

#### Améliorer la protection
Pour certains juristes proches des ONG de défense de la nature, accorder à la nature le statut de sujet de droit et lui donner la capacité d’agir en justice permet de la protéger en opposant des droits à des droits. L’idée que les éléments constitutifs de la nature puissent être des sujets de droit et non des objets de droit date de 1972. L’objectif était de sensibiliser les juges à la disparition de plantes, d’animaux ou de l’eau. Parler en leur nom facilitait leur défense. Être représenté est une possibilité qui existe déjà[réf. souhaitée]. Les personnes ne disposant pas de capacité juridique et les enfants sont représentés. Les associations dont l’objet social est la protection d’éléments de la nature estent en justice et sont indemnisées, mais ce champ est très restrictif.

#### Une protection mesurée
Détenir une valeur intrinsèque pleinement reconnue fait une grosse différence dans la détermination du statut moral d’une personne ou d’une chose. À défaut seule son utilité pour l’homme serait prise en compte. Cette valeur reconnue n’est pas inviolable puisque l’homme a aussi une valeur intrinsèque. Seulement en cas d’atteinte une preuve de cette nécessité doit être fournie. Accorder à la nature le statut de sujet de droit n’implique nullement l’égalité en droit avec l’homme[réf. souhaitée].

## Nature/Culture et changement climatique

### Les puissances d’agir
Le concept de Nature/Culture sépare les humains des non-humains. Selon Bruno Latour il répartit les acteurs de la Terre les uns comme animés et les autres comme inanimés. En réalité la Terre est animée de mille formes d’agents. Que les acteurs soient humains ou non humains ils disposent d’une puissance d’agir sur son comportement. Les êtres vivants non humains, à l’instar des humains, mettent en mouvement l’air, l’eau, le sol et, de proche en proche, tout le climat. Sans les plantes l’eau aurait disparu depuis bien longtemps comme elle l’a fait sur les autres planètes et le CO2 serait en plus grande quantité dans l’atmosphère.

### Des rétroactions sans intention
Chaque agent agit pour sa survie dans le cadre de ses possibilités. Des rétroactions s’établissent avec l’environnement. Les agents acquièrent la dimension qu’ils sont capables de prendre, ni plus, ni moins. Lorsqu’une autorégulation émerge cela n’implique ni intention, ni prévision, ni anticipation. Il s’établit, ou ne s’établit pas, des équilibres et des autorégulations. Qu’il puisse y avoir des autorégulations au niveau des parties ne signifie pas qu’il y ait autorégulation au niveau du tout. La Terre n’est pas un système préordonné et régulé. Ainsi la production d’oxygène par les plantes et l’émission de dioxyde de carbone par les humains ne relèvent pas d’un équilibre de la nature. Aucun système englobant et prédéterminé de rétroaction ne les rappellera à l’ordre. Il n’y a pas de Loi de la Nature à laquelle on puisse se référer. Chaque élément de la nature défend ses intérêts.

### L’Anthropocène
Avec l’Anthropocène est apparue la conscience que l’Homme n’est plus le seul à agir. Les éléments venant de la nature interfèrent. Au vu du réchauffement climatique il n’est plus possible de ne rien faire. Aucun contrat avec la Nature ne peut être passé. C’est elle qui dirige. Aucun arbitre supérieur ne peut être requis. Seul un compromis peut permettre de survivre dans la durée. Dans une telle concertation toutes les parties prenantes doivent pouvoir s’exprimer et défendre leurs intérêts.

### La Nature représentée
La Nature et l’Humain sont des entités abstraites qui recouvrent des acteurs aux intérêts très dissemblables. Chaque acteur doit pouvoir définir les limites au-deçà desquelles son existence est menacée. L’humain doit être décomposé en peuples distincts, dotés d’intérêts contradictoires. Doivent être représentées les populations subsahariennes comme celles des pays industrialisés, les ouvriers des usines comme la gentry, les agriculteurs de monocultures comme les paysans de l’agroécologie. Leur empreinte écologique n’est pas la même.
Les éléments de la Nature doivent également être représentés en tant que tels. Ils ne sont ni des objets inertes, ni des arbitres finaux. Ils font partie de la concertation pour fixer des limites à tous les acteurs. Leurs intérêts ne peuvent pas être pris en compte sans un humain qui les incarne. C’est donc une voix humaine qui doit représenter l’eau, l’atmosphère, la forêt, les océans, etc.
Pour Bruno Latour, les humains doivent apprendre à fixer des limites à leur activité. Ces limites doivent être volontairement et politiquement décidées.